# 比亞沃布熱吉縣

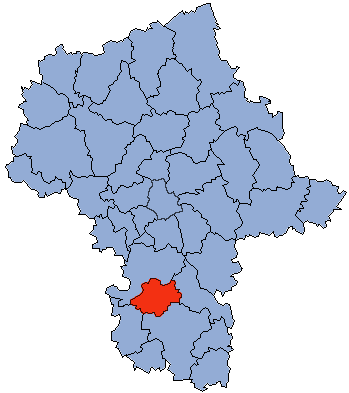

51°39′N 20°57′E / 51.650°N 20.950°E
比亞沃布熱吉縣（波蘭語：Powiat białobrzeski），是波蘭的縣份，位於該國中東部，由馬佐夫舍省負責管轄，首府設於比亞沃布熱吉，面積639平方公里，2006年人口33,545，人口密度每平方公里52人。